# 史纪言
史纪言（1910年7月—1983年7月21日），字左卿，山西省黎城县东阳关村人，中华人民共和国政治人物。

## 生平
史纪言幼年勤奋好学，先后就读于城内高小、山西省立第四师范和太原三晋高中。1931年夏，考入山西大学教育学院教育系学习，兼任校刊《夜光》和山西《民报》编辑。由于《民报》揭露了阎锡山的山西军政府公开兜售鸦片，1932年4月26日被查封。1935年夏，在中共地下党组织的帮助下，史纪言和王中青一起担任了国民党山西党员通讯处筹办《山西党员通讯》副刊编辑。同年，他与田景福、赵秋心等人发起太原青年文学研究会（次年被山西当局解散）。1936年，赴长治，任上党公立简易乡村师范学校代理校长。同年冬，乡师成立牺盟分会，由史纪言担任牺盟分会协助员。
抗日战争爆发后，史纪言担任黎城县牺盟会协助员兼牺盟游击队政治主任。同期，由八路军129师工作团团长李大清介绍加入中国共产党。期间，他组织青年学生驱逐县长田齐卿，并率领游击队出征平汉铁路。不久，又调任太行区第三专署行政干校副校长、牺盟会上党中心区宣传部长。1940年，史纪言长期在国民党政府统治区从事中共地下新闻工作先后担任《黄河日报》社长兼总编辑。6月7日，《黃河日报》改《太岳日报》，成为太岳区党委机关报，他继续担任社长兼总编。1941年，调任华北《新华日报》编委兼秘书。1942年5月日军扫荡中，他身负重伤，右腿致残（膝关节前后贯通伤）。1943年10月1日，《新华日报》华北版改为太行版，他担任太行《新华日报》社长兼总编辑。1948年秋，调任中共太原市委宣传部部长，着手创办中共山西省委机关报《山西日报》。1949年4月24日解放军攻入太原后，4月26日《山西日报》创刊，6月《晋中日报》全部合并，9月太行《新华日报》合并，10月《太岳日报》合并进入，史纪言负责的《山西日报》也成为当时山西最大的报刊。
中华人民共和国成立后，史纪言先后任中共山西省委宣传部副部长，山西省人民政府委员兼文教委员会副主任，中共山西省委员会委员、常委和秘书长，长期兼任《山西日报》社长、总编辑和山西省新闻工作者协会会长等职，并主管山西新闻出版工作。文化大革命期间受到批斗。1972年初恢复工作，担任山西大学革委会副主任，后担任山西省革委政治部副主任兼宣传办公室主任，中共山西省委宣传部副部长，政协山西省委员会常委。1979年3月，担任山西省革命委员会副主任。同年12月，出任山西省第五届人大常委会副主任兼秘书长。1980年9月，兼任山西业余新闻学院院长，随后又被推选为山西省新闻工作者协会名誉会长。1983年7月21日，因病在太原逝世，终年73岁。2010年，山西太原举行纪念史纪言同志诞辰100周年座谈会。